# Neonemoria rasa
Neonemoria rasa là một loài bướm đêm trong họ Geometridae.